# Keltiberisch

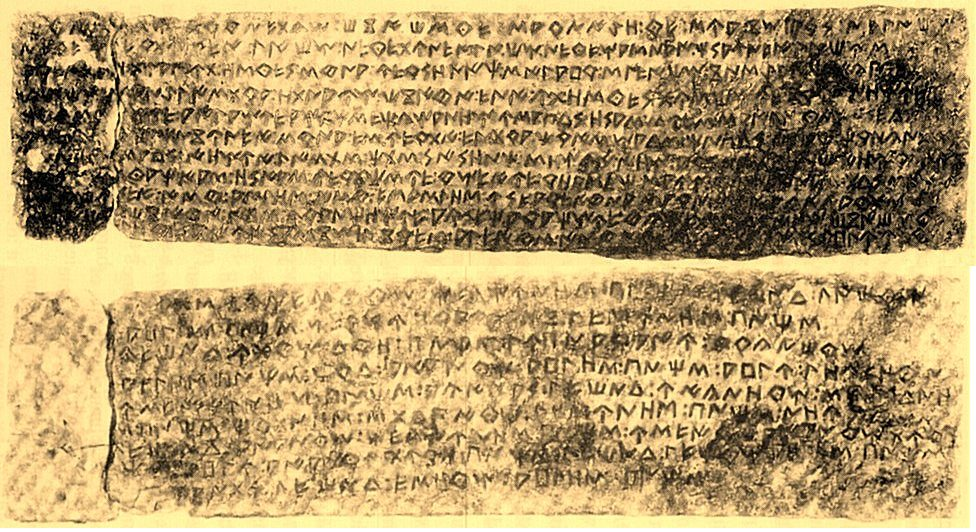
Botorrita.

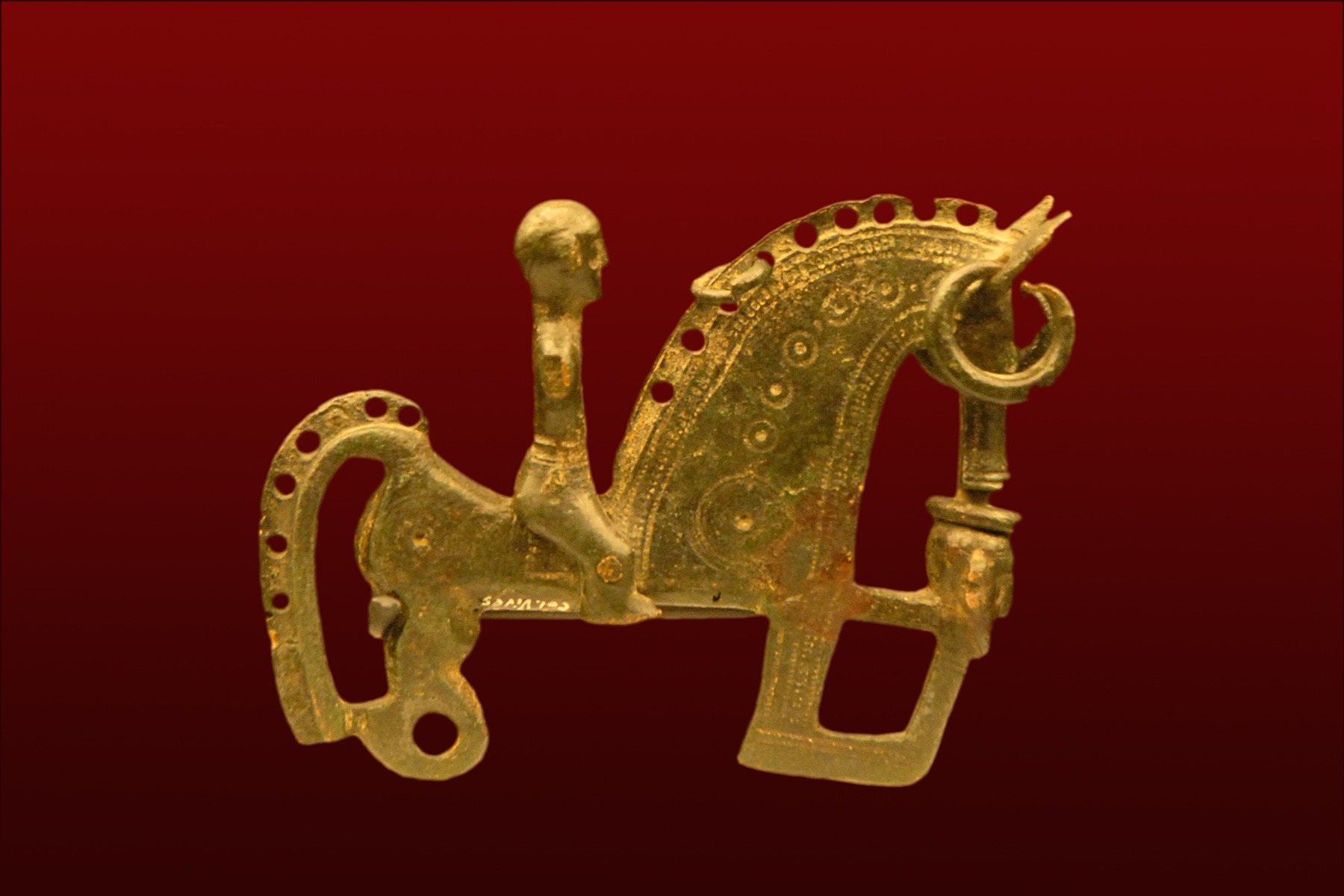
Keltiberische fibula in de vorm van een ruiter met paard, onder het paardenhoofd is een afgehakt hoofd afgebeeld (waarschijnlijk van een verslagen vijand)

De Keltiberiërs waren een volk dat leefde op het Iberisch Schiereiland (vooral in Noord-Spanje) en een Keltische taal sprak: het Keltiberisch. Deze taal behoorde tot de groep van de Vasteland-Keltische talen.
Op dit schiereiland werden voor de Romeinse invasie nog andere talen gesproken, namelijk Lusitanisch (hiervan is Lusitania, de Latijnse naam voor Portugal, afgeleid) en Tartessisch. Dit waren misschien Keltische talen, maar voldoende bewijsmateriaal ontbreekt om dit met zekerheid te kunnen stellen.
Sommige wetenschappers opperen dat de Keltiberiërs cultureel contact hadden met de Kaukasische Iberiërs. Het staat in elk geval vast dat ze sterke culturele invloed hadden ondergaan van de  Spaanse Iberiërs, die een niet-Indo-Europese taal spraken. Over het Keltiberisch zelf is niet zo veel bekend, en wat men weet heeft men moeten afleiden uit schaarse plaatsnamen in Spanje, die lang genoeg hadden doorgeleefd om ergens neergeschreven te worden. Ook werden hiertoe enkele grammaticale formules die men in namen van personen heeft teruggevonden, gebruikt. Er zijn zelfs enkele bronzen en loden platen teruggevonden, waarop onvertaalde inscripties stonden in een alfabet dat uit zowel Fenicische als Griekse tekens bestond.
De Keltiberiërs komen we in de wereldgeschiedenis vooral tegen tijdens de Tweede Punische Oorlog, waarin ze bondgenoten werden van Carthago, in het conflict met Rome. Ze namen onder andere deel aan de tocht over de Alpen onder leiding van Hannibal. Omdat Carthago de oorlog verloor, werden de Keltiberiërs in 195 v.Chr. ingelijfd in het Romeinse Rijk. Gracchus heeft er jaren over gedaan om vrede te sluiten met deze stam, omdat met vele afzonderlijke conflicten de Keltiberiërs zich onder het Romeinse gezag probeerden uit te worstelen.
Met de inname van Numantia in 133 v.Chr. konden de Romeinen heel Hispania inlijven en een laatste oorlog met Sertonius tegen eerst Sulla en daarna Crassus (79 tot 72 v.Chr.) trok definitief een streep onder de Keltiberische beschaving.